# Romsø
Romsø es una isla de Dinamarca ubicada en el Gran Belt (Storebælt), no muy lejos de las costas de Fionia. La isla ocupa una superficie de 109 ha. Romsø es también una reserva ornitológica. Los ornitólogos han detectado 170 especies de pájaros en la isla. En Romsø hay en pie un pequeño faro, construido en 1869, que sin embargo no sigue en funcionamiento desde el 1 de octubre de 1973.
- Datos: Q2165277
- Multimedia: Romsø / Q2165277